# Alexandre Torres
Carlos Alexandre Torres (ur. 22 sierpnia 1966 w Rio de Janeiro) – piłkarz brazylijski, występujący podczas kariery na pozycji środkowego obrońcy.

## Kariera klubowa
Alexandre Torres karierę piłkarską rozpoczął w klubie Fluminense FC w 19850. We Fluminense 16 lutego 1985 w przegranym 3-5 meczu z CR Vasco da Gama Alexandre Torres zadebiutował w lidze brazylijskiej. Z Fluminense zdobył mistrzostwo Rio de Janeiro – Campeonato Carioca w 1985.
Najlepszy okres w karierze Alexandre Torresa to gra w CR Vasco da Gama. Z Vasco da Gama trzykrotnie zdobył mistrzostwo Rio de Janeiro – Campeonato Carioca w 1992, 1993, 1994. W latach 1995–1999 występował w Japonii w Nagoyi Grampus Eight. Z Nagoyą dwukrotnie zdobył Puchar Cesarza w 1995 i 1999. W 2000 powrócił do Vasco da Gama, w którym zakończył karierę rok później. W Vasco 18 sierpnia 2001 zremisowanym 1-1 meczu z Santa Cruz Recife Alexandre Torres po raz ostatni wystąpił w lidze.
Ogółem w latach 1985-2001 w lidze brazylijskiej wystąpił w 140 meczach, w których strzelił 3 bramki. Z Vasco zdobył mistrzostwo Brazylii oraz Copa Mercosur 2000.

## Kariera reprezentacyjna
Alexandre Torres w reprezentacji Brazylii jedyny raz wystąpił 26 lutego 1992 w wygranym 3-0 towarzyskim meczu z reprezentacją USA.